# Іцхак Левінзон
РІБАЛЬ (івр. ריב"ל, акронім від рав Іцха́к Дов Бер Левінзо́н (івр. יצחק דב בר לווינזון; 2 (13) жовтня 1788 , Кременець — 1 (12) лютого 1860, там само) — єврейський письменник, сатирик, лідер єврейського руху Гаскала. Дослідник Талмуду та середньовічної єврейської писемності, духовний вождь «маскілім» (1820—1840).
Знання здобув самостійно. Учасник російсько-французької війни (1812) — перекладач у російській армії.
Від 1815 проживав у місті Броди на Львівщині, де став членом єврейської просвітницької організації «Маскілім».